# 波齿叶糖芥
波齿叶糖芥（学名：Erysimum sinuatum）为十字花科糖芥属下的一个种。

## 扩展阅读
- 維基物種上的相關：波齿叶糖芥